# HD 138338
HD 138338，又名BD+55 1756，SAO 29540、HR 5759，是一颗恒星，视星等为6.43，位于銀經88.57，銀緯50.09，其B1900.0坐标为赤經15h 26m 21.8s，赤緯+55° 50.09′ 15″。